# Colchicum triphyllum
Colchicum triphyllum är en tidlöseväxtart som beskrevs av Gustav Kunze. Colchicum triphyllum ingår i tidlösasläktet som ingår i familjen tidlöseväxter. Inga underarter finns listade i Catalogue of Life.
Artens utbredningsområde anges som från Medelhavet till nordvästra Iran.